# Bagaceratopsidae
Los bagaceratópsidos (Bagaceratopsidae) son una familia de dinosaurios ornitisquios neoceratopsianos que vivieron a finale del período geológico Cretácico, hace aproximadamente entre 85 y 80 millones de años, en el Campaniense. Sus restos fueron encontrados en Asia Central. Son relativos cercanos a la familia Protoceratopsidae, que aunque evolucionaron luego de estos, todavía conservan algunas características primitivas.
- Datos: Q2640984
- Multimedia: Bagaceratopidae / Q2640984
- Especies: Bagaceratopidae